# Travis Mays
Pour les articles homonymes, voir Mays.
Travis Cortez Mays, né le 19 juin 1968 à Ocala en Floride, est un joueur américain de basket-ball de NBA.

## Biographie

### Carrière de joueur
Mays joua à l'université du Texas de 1986 à 1990, où il est diplômé en psychologie. Mays et ses coéquipiers Lance Blanks et Joey Wright étaient surnommés BMW The Ultimate Scoring Machine lors de la saison 1989-90. 
Travis Mays est le second meilleur marqueur de l'histoire de l'université du Texas (2279 points), ainsi que dans la "Southwest Conference". Sa moyenne en carrière est de 18,4 points.
Il est drafté au 14e rang lors de la draft 1990 par les Kings de Sacramento. Il est nommé dans la All-Rookie Second Team, avec des moyennes de 14,3 points par match. Il passa les deux saisons avec les Hawks d'Atlanta, sa deuxième saison étant tronquée par une blessure au tendon d'Achille. Il disputera sa dernière saison dans la ligue en 1992-1993.
Mays évolue par la suite en Europe, en Grèce, en Israël, en Turquie et en Italie. Il met un terme à sa carrière de joueur en 2002.

### Carrière d'entraîneur
Il devient par la suite entraîneur adjoint et recruteur de 2002 à 2004 pour l'équipe WNBA des Silver Stars de San Antonio.
De 2004 à 2007, il rejoint l'université du Texas en tant qu'entraîneur adjoint et recruteur. Il occupe les mêmes fonctions dans l'équipe féminine de l'université d'État de Louisiane.
Il est intronisé au « University of Texas Men's Athletics Hall of Honor » en 2002.